# (23246) Terazono
(23246) Terazono est un astéroïde de la ceinture principale.

## Description
(23246) Terazono est un astéroïde de la ceinture principale. Il fut découvert le 25 novembre 2000 à la station Anderson Mesa par le programme LONEOS. Il présente une orbite caractérisée par un demi-grand axe de 2,57 UA, une excentricité de 0,20 et une inclinaison de 8,0° par rapport à l'écliptique.

## Compléments